# Mercury-Redstone 1
A Mercury-Redstone 1 (MR-1) foi a primeira missão Mercury-Redstone do Programa Mercury e também a primeira tentativa de lançar uma nave Mercury usando o Veículo de lançamento Mercury-Redstone (MRLV).
Destinada a efetuar um voo sub-orbital não tripulado, o lançamento ocorreu no dia 21 de novembro de 1960 a partir do
Centro de lançamento de Cabo Canaveral, Flórida.
A missão falhou de uma maneira muito peculiar, pois a torre de escape foi acionada antes do lançamento, e acabou erguendo o foguete apenas 10 centímetros e tornou a pousar na plataforma de lançamento sem maiores danos.